# Bobby Fischer

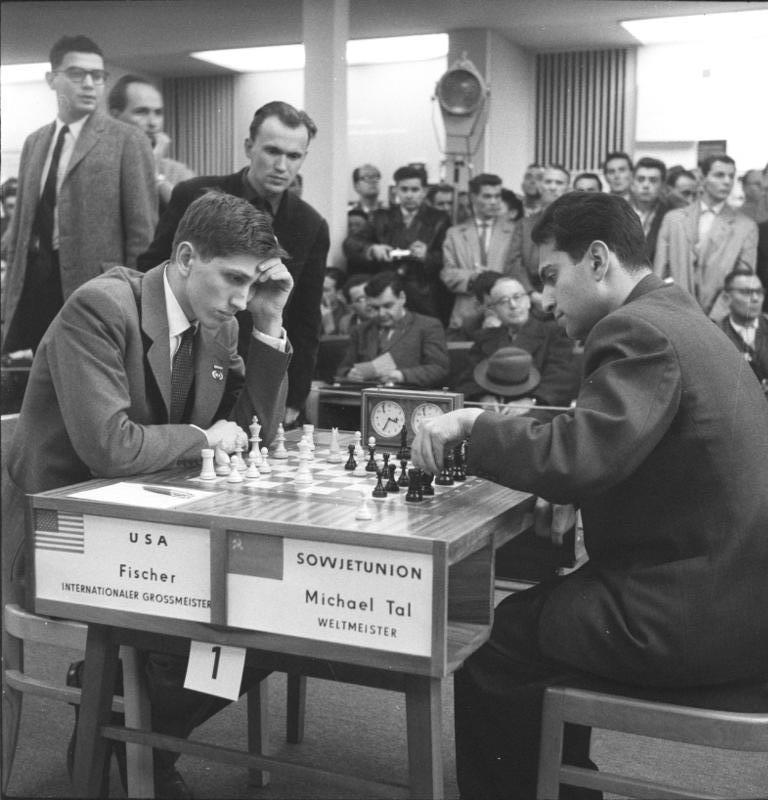
Bobby Fischer w pojedynku z Michaiłem Talem, olimpiada w Lipsku (1960)

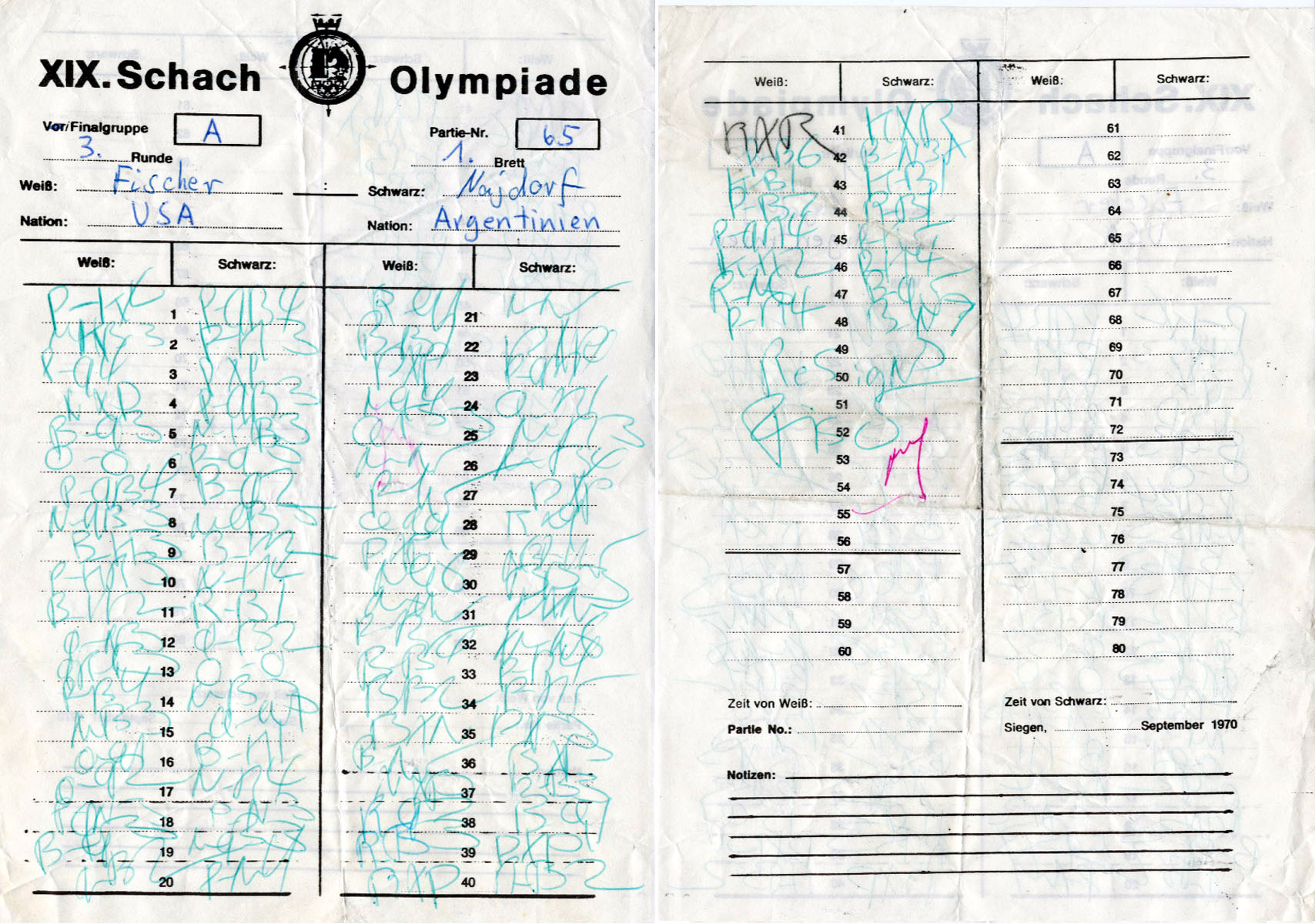
Zapis partii Bobby Fischera z Miguelem Najdorfem, rozegranej w 1970 podczas szachowej olimpiady w Siegen

Bobby Fischer, właśc. Robert James Fischer (ur. 9 marca 1943 w Chicago, zm. 17 stycznia 2008 w Reykjavíku) – amerykański szachista, mistrz świata w latach 1972–1975, od 2005 obywatel Islandii.

## Wczesne lata
Fischer wychowywał się w domu bez ojca, ponieważ jego rodzice rozwiedli się, gdy miał dwa lata. Niektóre źródła twierdzą, że jego biologicznym ojcem był węgierski fizyk Paul Nemenyi. Matka Regina, urodzona w Szwajcarii, pochodziła z rodziny polskich Żydów (jej ojciec Jakob Weder urodził się w Łodzi ok. 1885) i zarabiała na życie jako scenograf teatralny albo pielęgniarka. Zasady gry w szachy poznał w wieku sześciu lat, czytając instrukcję dołączoną do kompletu szachów. Szachy zafascynowały go. Próbował grać ze swoją starszą siostrą, lecz bardzo szybko okazało się, że jest ona zbyt słabą partnerką. Gdy miał trzynaście lat, jego matka poprosiła znanego szachowego trenera Johna Collinsa, by wziął go pod opiekę. Collins trenował wcześniej znanych szachistów, takich jak William Lombardy i Robert Byrne. Fischer spędzał dużo czasu w domu Collinsa, który w pewnym sensie zastąpił mu ojca.
Pierwszym większym sukcesem Fischera było zwycięstwo w Mistrzostwach USA Juniorów w 1956. O młodym szachiście stało się głośno w Ameryce z powodu kilku błyskotliwych zwycięskich partii ze znanymi szachistami. Dwa lata później Fischer zdobył tytuł mistrza Stanów Zjednoczonych, co było równoznaczne z zakwalifikowaniem się do turnieju międzystrefowego FIDE. Turnieje międzystrefowe były (po turniejach strefowych) kolejną eliminacją Mistrzostw Świata. Sam udział w tym cyklu rozgrywek dawał szachiście rozgłos i prestiż. Niewielu dawało szansę piętnastoletniemu wówczas Fischerowi na sukces na tym szczeblu światowych rozgrywek, jednak Fischer zajął w turnieju międzystrefowym dzielone szóste miejsce i zakwalifikował się do turnieju pretendentów. To było już wielkie osiągnięcie, za ten sukces otrzymał tytuł arcymistrza. Był pierwszym młodocianym arcymistrzem w historii szachów. W wieku 19 lat Fischer po zajęciu czwartego miejsca w turnieju pretendentów awansował do ścisłej światowej czołówki. Rok później zdobył tytuł mistrza USA z niezwykłym wynikiem 11 wygranych partii na 11 rozegranych w turnieju (łącznie – do roku 1967 – w mistrzostwach kraju startował ośmiokrotnie, za każdym razem zwyciężając). Pomiędzy 1960 a 1970 czterokrotnie (za każdym razem na I szachownicy) uczestniczył w szachowych olimpiadach, zdobywając 5 medali: dwa srebrne wraz z drużyną (1960, 1966) oraz indywidualnie dwa srebrne (1966, 1970) oraz brązowy (1960).

## Boje z radziecką koalicją
W turniejach pretendentów Fischer spotykał się z koalicją arcymistrzów radzieckich, którzy nadawali ton międzynarodowym rozgrywkom szachowym na najwyższych szczeblach. Lata sześćdziesiąte to pasmo sukcesów Fischera w międzynarodowych turniejach i nieudane próby pokonania radzieckich arcymistrzów w turniejach pretendentów. Fischer zarzucał im niesportową postawę. W turniejach pretendentów zazwyczaj występowało kilku szachistów z ZSRR, którzy przede wszystkim koncentrowali się na wyeliminowaniu konkurencji z innych krajów, remisując ze sobą bez walki. Analiza wyników i relacje świadków tamtych wydarzeń potwierdzają stosowanie „zespołowej” taktyki w turniejach pretendentów m.in. przez Jefima Gellera, Paula Keresa i Tigrana Petrosjana. Na tym tle powstało wiele nieporozumień i konfliktów pomiędzy Fischerem a FIDE. Fischer postulował daleko idące zmiany w cyklu rozgrywek o szachową koronę. Jego postulaty spotykały się z ograniczonym zrozumieniem. Jako człowiekowi bezkompromisowemu trudno mu było się z tym pogodzić, i już wtedy przyjaciele obawiali się, że z tego powodu porzuci szachy. Jednak pod jego naciskami FIDE zastąpiła turnieje pretendentów bezpośrednimi meczami systemem pucharowym.
W 1970 Fischer rozpoczął marsz po tytuł mistrza świata wygrywając w wielkim stylu turniej międzystrefowy. W kolejnych meczach pretendentów rozgromił kolejno arcymistrzów Marka Tajmanowa i Benta Larsena w stosunku 6 – 0. W ostatnim meczu były mistrz świata Tigran Petrosjan przerwał jego serię partii bez porażki, jednak Fischer wygrał i ten mecz w stosunku 6½ – 2½. Po raz pierwszy uzyskał tym samym prawo do gry w meczu o mistrzostwo świata. Jego przeciwnikiem był aktualny mistrz Boris Spasski.

## Mecz stulecia
Mecz stulecia odbył się w Reykjavíku, od lipca do września 1972, jednak do ostatniej chwili nie było wiadomo, czy w ogóle się odbędzie. Fischer stawiał coraz to nowe wymagania przed organizatorami, wycofywał się i wracał do negocjacji. Mecz początkowo obfitował w nieporozumienia i dalsze żądania Fischera, a jego fatalny, prosty błąd w pierwszej partii tylko podgrzał atmosferę. Na drugą partię Fischer nie przyszedł – poddał ją walkowerem, i radziecka federacja szachowa zażądała od Spasskiego przerwania meczu. Ten nie zareagował, gdyż chciał wygrać mecz, w którym prowadził już dwoma punktami. Jednak Fischer stawił się na trzecią partię i ją wygrał. Ostatecznie zwyciężył w całym meczu w stosunku 12½ – 8½. Tym samym przerwał hegemonię radzieckich arcymistrzów i został szachistą numer jeden na świecie (po raz pierwszy w historii przekroczył granicę 2700 w rankingu Elo).
Zwycięstwo Fischera w meczu stulecia było jednym z najgłośniejszych wydarzeń w całej historii szachów. W szczytowych latach zimnej wojny zostało wykorzystane przez amerykańską propagandę do pognębienia ZSRR, w którym porażka Spasskiego została przyjęta jak klęska narodowa. Niemniej, w wielkim stopniu przysłużyło się do ogromnego wzrostu zainteresowania szachami w USA. Amerykańska federacja szachowa odnotowała trzykrotny wzrost liczby członków.
Od chwili zdobycia mistrzostwa świata Fischer nie rozegrał już ani jednej partii w oficjalnych rozgrywkach. Przed kolejnym meczem o mistrzostwo z Anatolijem Karpowem, który miał odbyć się w 1975, Fischer przedstawił FIDE szczegółową listę warunków, na jakich mógłby przystąpić do tego meczu. Nie wszystkie jego postulaty mogły zostać spełnione, w związku z czym Fischer odmówił przystąpienia do meczu. FIDE uznała to za walkower i kolejnym mistrzem świata w 1975 został Karpow. Od tego czasu Fischer uciekł od życia publicznego, przez długi czas nie było nawet wiadomo, gdzie się znajduje. Po dwudziestu latach, w 1992 roku wrócił na chwilę na szachową arenę, by rozegrać mecz z Borisem Spasskim w Czarnogórze, w Jugosławii. Mecz nazywany rewanżem za mecz stulecia, sponsorowany ogromną sumą 5 milionów dolarów przez jugosłowiańskiego biznesmena, zakończył się zwycięstwem Fischera 10 – 5 (remisy nie były liczone).
Najwyższy ranking w karierze osiągnął 1 lipca 1972, z wynikiem 2785 punktów zajmował wówczas 1. miejsce na światowej liście FIDE.

## Ostatnie lata życia

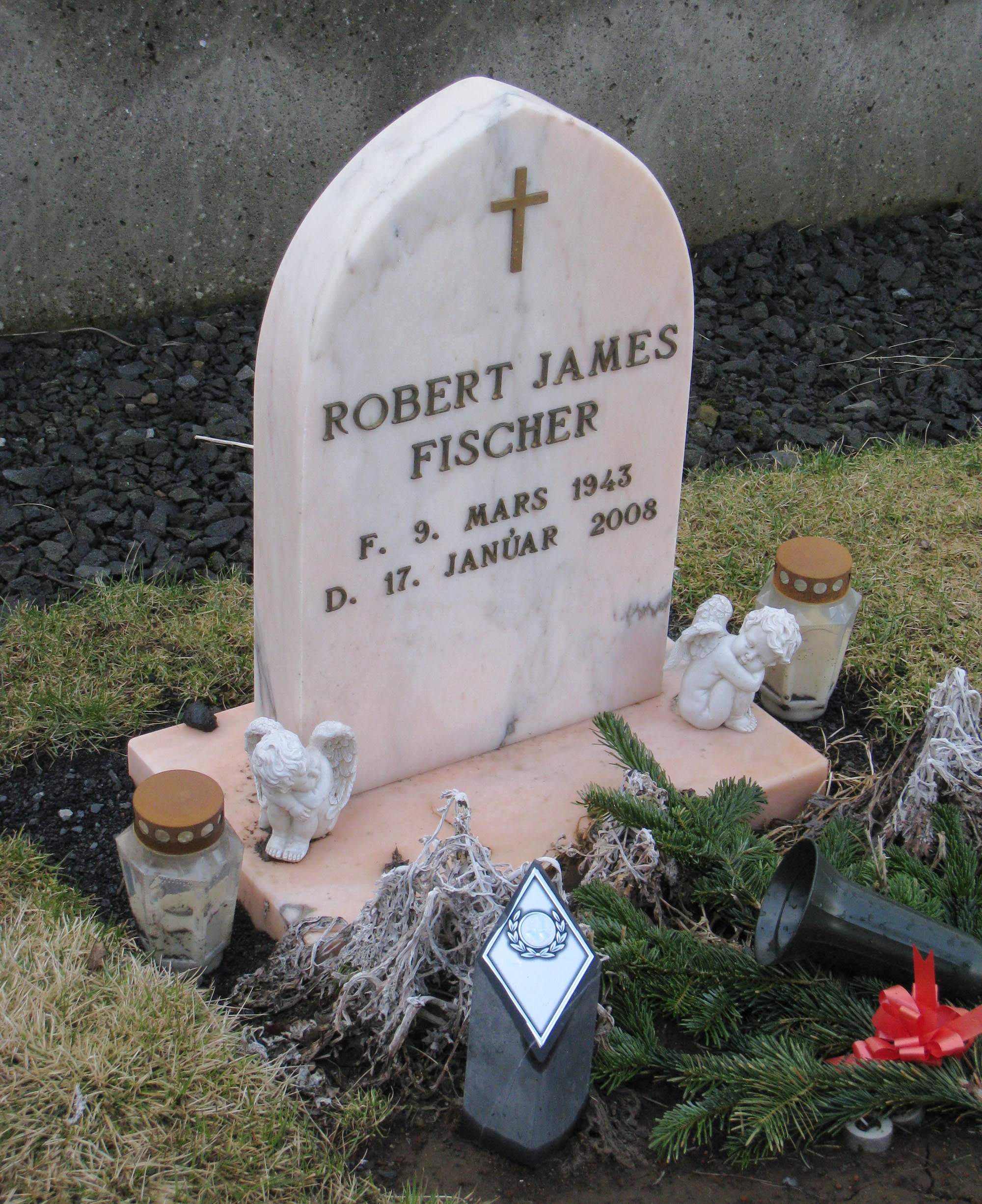
Grób Fischera, Laugardaelir Church Cemetery, Selfoss

Rozgrywając w 1992 roku mecz ze Spasskim w Jugosławii Fischer złamał przepisy USA, które nałożyły na ten kraj sankcje gospodarcze z powodu toczącej się wojny w Bośni. Przepisy przewidywały karę do 10 lat więzienia za to przewinienie i dlatego amerykański arcymistrz nie powrócił do USA.
W 2004 na wniosek prokuratora federalnego, skierowanego do Japonii za pośrednictwem Departamentu Stanu USA zatrzymany został w Japonii. Do zatrzymania doszło 13 lipca na lotnisku Narita w Japonii. Oficjalnym powodem było posługiwanie się nielegalnym paszportem USA podczas próby wejścia na pokład samolotu linii Japan Airlines, lecącego do Manili (stolica Filipin). Kolejne 9 miesięcy spędził w japońskim areszcie. W marcu 2005 przyjął islandzkie obywatelstwo (w kraju tym był osobą szanowaną od czasu meczu z Borisem Spasskim w 1972, dzięki któremu o Islandii stało się głośno w światowych mediach). Jednocześnie zrzekł się amerykańskiego, co spowodowało, że Japonia odmówiła deportacji do USA. Opuścił Japonię rok po wydarzeniach na lotnisku Narita – w lipcu 2005 – i udał się na Islandię, gdzie pozostał do końca życia.
W następnych latach wielokrotnie krytykował władze USA. Zmarł 17 stycznia 2008 w wieku 64 lat w szpitalu w Reykjavíku z powodu niewydolności nerek. Został pochowany w Laugardælir.
W połowie czerwca 2010 za zgodą Sądu Najwyższego Islandii ekshumowano ciało Fischera, aby ustalić, czy jest ojcem filipińskiej dziewczynki Jinky Young. Testy DNA wykazały, że Fischer nie był jej ojcem.
Fischer nie zostawił testamentu, przez co o jego majątek wart 2 miliony dolarów trwał spór, w którym brali udział: była żona, dwóch kuzynów i amerykański urząd podatkowy. W 2011 sąd w Reykjavíku orzekł, że spadkobierczynią jest Miyoko Watai, z którą Fischer się ożenił w 2004.
W 2014 roku powstał film Pionek w reżyserii Edwarda Zwicka  poświęcony Fischerowi.

## Życie prywatne
Fischer był związany ze Światowym Kościołem Boga – ruchem religijnym założonym przez Herberta Armstronga. Fischer ostatecznie opuścił kościół w 1977 r., oskarżając go o bycie „satanistycznym”. Był antysemitą. Negował Holokaust. Twierdził, że jego przeznaczeniem jest „demaskowanie żydowskich przestępstw i morderstw". Jako iż był pochodzenia żydowskiego, wydawcom encyklopedii "Judaica" kazał wykreślić swoje nazwisko z publikacji. Uwielbiał książkę "Mein Kampf" i samego Adolfa Hitlera. Przejawiał poglądy mizoginistyczne.

## Sukcesy turniejowe
| Rok  | Miasto               | Turniej                        | Miejsce |
| ---- | -------------------- | ------------------------------ | ------- |
| 1956 | Filadelfia           | mistrzostwa USA juniorów       | I       |
| 1957 | San Francisco        | US Junior                      | I       |
| 1957 | Cleveland            | US Open                        | I       |
| 1957 | New Jersey           | New Jersey Open                | I       |
| 1957 | Nowy Jork            | mistrzostwa USA                | I       |
| 1958 | Nowy Jork            | mistrzostwa USA                | I       |
| 1958 | Portoroż             | turniej międzystrefowy         | V-VI    |
| 1959 | Nowy Jork            | mistrzostwa USA                | I       |
| 1959 | Belgrad/Bled/Zagrzeb | turniej pretendentów           | V-VI    |
| 1960 | Mar del Plata        | turniej międzynarodowy         | I-II    |
| 1960 | Reykjavík            | turniej międzynarodowy         | I       |
| 1960 | Nowy Jork            | mistrzostwa USA                | I       |
| 1961 | Bled                 | turniej międzynarodowy         | II      |
| 1962 | Sztokholm            | turniej międzystrefowy         | I       |
| 1962 | Curacao              | turniej pretendentów           | IV      |
| 1962 | Nowy Jork            | mistrzostwa USA                | I       |
| 1963 | Bay City             | Western Open                   | I       |
| 1963 | Nowy Jork            | New York State Open            | I       |
| 1963 | Nowy Jork            | mistrzostwa USA                | I       |
| 1965 | Hawana               | memoriał Jose Raula Capablanki | II-IV   |
| 1965 | Nowy Jork            | mistrzostwa USA                | I       |
| 1966 | Santa Monica         | Piatigorsky Cup                | II      |
| 1966 | Nowy Jork            | mistrzostwa USA                | I       |
| 1967 | Monako               | turniej międzynarodowy         | I       |
| 1967 | Skopje               | turniej międzynarodowy         | I       |
| 1968 | Natanja              | turniej międzynarodowy         | I       |
| 1968 | Vinkovci             | turniej międzynarodowy         | I       |
| 1970 | Rovinj/Zagrzeb       | turniej międzynarodowy         | I       |
| 1970 | Buenos Aires         | turniej międzynarodowy         | I       |
| 1970 | Palma de Mallorca    | turniej międzystrefowy         | I       |

## Zwycięstwa w meczach
| Rok  | Miasto               | Przeciwnik                                    | Wynik     |
| ---- | -------------------- | --------------------------------------------- | --------- |
| 1957 | Nowy Jork            | Rodolfo Cardoso                               | 6 – 2     |
| 1958 | Belgrad              | Milan Matulović                               | 2½ – 1½   |
| 1971 | Vancouver            | Mark Tajmanow ćwierćfinał meczów pretendentów | 6 – 0     |
| 1971 | Denver               | Bent Larsen półfinał meczów pretendentów      | 6 – 0     |
| 1971 | Buenos Aires         | Tigran Petrosjan finał meczów pretendentów    | 6½ – 2½   |
| 1972 | Reykjavík            | Boris Spasski mecz o mistrzostwo świata       | 12½ – 8½  |
| 1992 | Sveti Stefan/Belgrad | Boris Spasski rewanż za mecz z 1972 roku      | 17½ – 12½ |

## Publikacje poświęcone Fischerowi
- Bobby Fischer: My 60 Memorable Games, wydawnictwo Simon and Schuster, Nowy Jork, 1969
- Bobby Fischer, Donn Mosenfelder, Stuart Margulies: Bobby Fischer Teaches Chess, wydawnictwo Bantam Books, 1972
- Andrew Soltis: Bobby Fischer Rediscovered, wydawnictwo Batsford, 2003;
- Irving Chernev: Twelve Great Chess Players and Their Best Games, wydawnictwo Dover, 1995;
- Reuben Fine: The World’s Great Chess Games, wydawnictwo Dover, 1983
- Jerzy Konikowski, Pit Schulenburg: Fischers Vermächtnis. Joachim Beyer Verlag, Hollfeld 2003 (2 wydanie), ISBN 3-88805-478-8.
- Stefan Gawlikowski: Bobby Fischer. Obsesje geniusza, wydawnictwo The Facto, 2017, ISBN 978-83-946058-3-4